# Grand Prix Francie 1966
Grand Prix Francie 1966 (oficiálně 52e Grand Prix de l'ACF) se jela na okruhu Reims-Gueux v Gueux, Marne ve Francii dne 3. července 1966. Závod byl třetím v pořadí v sezóně 1966 šampionátu Formule 1.

## Závod
| Poř.   | No. | Jezdec          | Konstruktér     | Počet kol | Čas/Odstoupení  | Pořadí na startu | Body |
| ------ | --- | --------------- | --------------- | --------- | --------------- | ---------------- | ---- |
| 1      | 12  | Jack Brabham    | Brabham-Repco   | 48        | 1:48:31.3       | 4                | 9    |
| 2      | 22  | Mike Parkes     | Ferrari         | 48        | + 9.5           | 3                | 6    |
| 3      | 14  | Denny Hulme     | Brabham-Repco   | 46        | + 2 kola        | 9                | 4    |
| 4      | 6   | Jochen Rindt    | Cooper-Maserati | 46        | + 2 kola        | 5                | 3    |
| 5      | 26  | Dan Gurney      | Eagle-Climax    | 45        | + 3 kola        | 14               | 2    |
| 6      | 44  | John Taylor     | Brabham-BRM     | 45        | + 3 kola        | 15               | 1    |
| 7      | 36  | Bob Anderson    | Brabham-Climax  | 44        | + 4 kola        | 12               |      |
| 8      | 8   | Chris Amon      | Cooper-Maserati | 44        | + 4 kola        | 7                |      |
| NC     | 42  | Guy Ligier      | Cooper-Maserati | 42        | + 6 kol         | 11               |      |
| Ret    | 2   | Pedro Rodríguez | Lotus-Climax    | 40        | Únik oleje      | 13               |      |
| NC     | 20  | Lorenzo Bandini | Ferrari         | 37        | + 11 kol        | 1                |      |
| NC     | 30  | Jo Bonnier      | Brabham-Climax  | 32        | + 16 kol        | 17               |      |
| Ret    | 16  | Graham Hill     | BRM             | 13        | Motor           | 8                |      |
| Ret    | 38  | Jo Siffert      | Cooper-Maserati | 10        | Palivový systém | 6                |      |
| Ret    | 32  | Mike Spence     | Lotus-BRM       | 8         | Spojka          | 10               |      |
| Ret    | 10  | John Surtees    | Cooper-Maserati | 5         | Palivový systém | 2                |      |
| Ret    | 4   | Peter Arundell  | Lotus-BRM       | 3         | Převodovka      | 16               |      |
| DNS    | 2   | Jim Clark       | Lotus-Climax    |           | Nehoda          | (18)             |      |
| Zdroj: |     |                 |                 |           |                 |                  |      |

## Průběžné pořadí po závodě
Pohár jezdců
|        | Pořadí | Jezdec          | Body |
| ------ | ------ | --------------- | ---- |
| 6      | 1      | Jack Brabham    | 12   |
| 1      | 2      | Lorenzo Bandini | 10   |
|        | 3      | John Surtees    | 9    |
| 2      | 4      | Jackie Stewart  | 9    |
| 1      | 5      | Jochen Rindt    | 9    |
| Zdroj: |        |                 |      |

Pohár konstruktérů
|        | Pořadí | Konstruktér     | Body |
| ------ | ------ | --------------- | ---- |
|        | 1      | Ferrari         | 21   |
| 2      | 2      | Brabham-Repco   | 12   |
| 1      | 3      | BRM             | 9    |
| 1      | 4      | Cooper-Maserati | 9    |
|        | 5      | Eagle-Climax    | 2    |
| Zdroj: |        |                 |      |